# Operação Marte (Segunda Guerra Mundial)
Operação Marte, também conhecida como Segunda Operação Ofensiva Rzhev-Sychevka (Russian: Вторая Ржевско-Сычёвская наступательная операция), foi o nome de código de uma ofensiva lançada pelas forças soviéticas contra as forças alemãs durante a Segunda Guerra Mundial. Foi realizada entre 25 de Novembro e 20 de Dezembro de 1942 à volta do saliente de Rjev, próximo de Moscovo.
A ofensiva foi uma operação conjunta da Frente Ocidental Soviética e da Frente de Kalinin, coordenada por Gueorgui Jukov. Esta ofensiva foi uma, entre muitas, com elevado número de vítimas, e fez parte, segundo os historiadores soviéticos e russos das Batalhas de Rjev, que tiveram lugar perto de Rjev, Sychevka e Viazma, entre Janeiro de 1942 e Março de 1943. As batalhas ficaram conhecidas como o "triturador de carne de Rjev" ("Ржевская мясорубка") pelas suas enormes baixas, em particular do lado soviético. 